# 100 років Мотор Січі (монета)
«100 ро́ків Мото́р-Сі́чі» — ювілейна монета номіналом 5 гривень, випущена Національним банком України. Присвячена одному з найбільших у світі та єдиному в Україні підприємству з виробництва, випробування, супроводження під час експлуатації і ремонту 55 типів і модифікацій двигунів для 61 виду літаків і ґвинтокрилів різного призначення, що експлуатуються в 106 країнах світу (станом на 2007 рік), — Запорізькому відкритому акціонерному товариству Мотор Січ.
Монету введено до обігу 22 травня 2007 року. Вона належить до серії «Інші монети».

## Опис та характеристики монети
| Номінал грн. | Метал      | Маса, грам | Діаметр, мм. | Якість виготовлення       | Гурт     | Тираж, штук |
| ------------ | ---------- | ---------- | ------------ | ------------------------- | -------- | ----------- |
| 5            | нейзильбер | 16,54      | 35           | спеціальний анциркулейтед | рифлений | 45 000      |

### Аверс
На аверсі монети на фоні півкуль Землі зображено сокола, над ним — малий Державний Герб України, над яким півколом напис — «НАЦІОНАЛЬНИЙ БАНК УКРАЇНИ», ліворуч — рік карбування монети «2007», унизу номінал — «5 ГРИВЕНЬ», а також логотип Монетного двору Національного банку України.

### Реверс

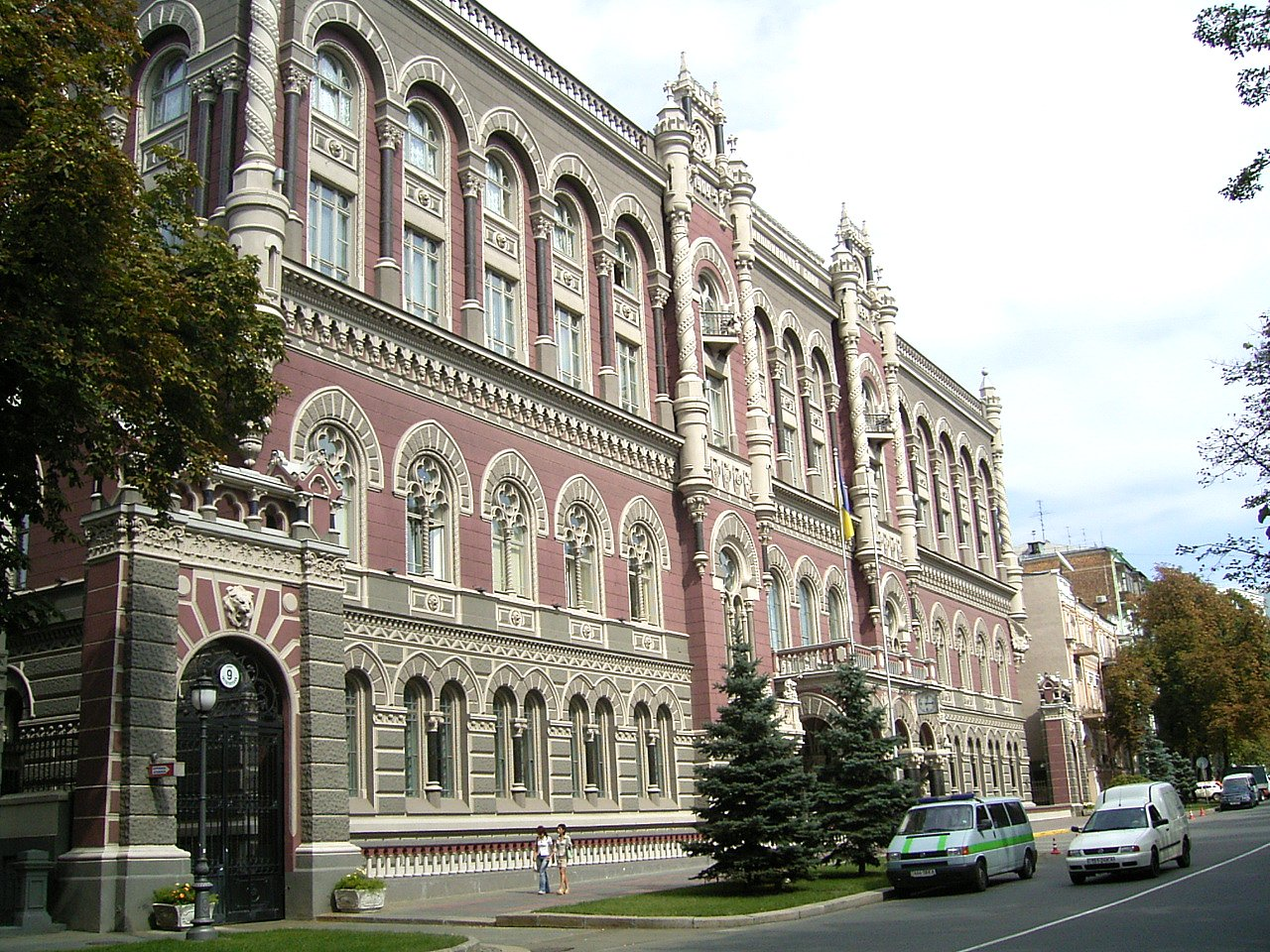
Будівля Національного банку України

На реверсі монети зображено авіаційний двигун, над яким праворуч розміщено логотип ВАТ Мотор Січ і розміщено написи: «МОТОР СІЧ» (угорі ліворуч), «100 РОКІВ» (унизу).

## Автори
- Художник — Чайковський Роман.
- Скульптор — Чайковський Роман.

## Вартість монети
Ціна монети — 20 гривень, була зазначена на сайті Національного банку України 2011 року.
Фактична приблизна вартість монети, з роками змінювалася так:
| Рік        | 2010 | 2011 | 2012 | 2013 | 2014 | 2015 | 2016 | 2017 | 2018 | 2019 | 2020 | 2021 | 2022 | 2023 | 2024 | 2025 |
| ---------- | ---- | ---- | ---- | ---- | ---- | ---- | ---- | ---- | ---- | ---- | ---- | ---- | ---- | ---- | ---- | ---- |
| Ціна, грн. | 25   | 30   | 30   | 35   | 35   | 40   | 55   | 70   | 75   | 85   | 90   | 105  | 105  | 200  | 250  | 260  |